# Calomys tocantinsi
Calomys tocantinsi és una espècie de mamífer rosegador de la família dels cricètids. És endèmic del centre del Brasil (estats de Goiás, Mato Grosso i Tocantins). El seu hàbitat natural són les vores dels boscos de galeria. És una espècie en risc mínim, és a dir, no sembla que hi hagi cap amenaça significativa per a la seva supervivència. El seu nom específic, tocantinsi, significa ‘de Tocantins' en llatí.